# Sono bugiarda/Incubo n°4
Sono bugiarda/Incubo n°4 è un singolo di Caterina Caselli, pubblicato nel 1967.

## Tracce
1. Sono bugiarda – 2:55 (testo: Mogol e Daniele Pace – musica: Neil Diamond)
2. Incubo n°4 – 2:53 (Franco Monaldi e

Gino Ingrosso)

## Descrizione
Sono bugiarda è una cover di un brano intitolato I'm a Believer, scritto da Neil Diamond ed interpretato in origine dai The Monkees, che lo pubblicarono come singolo nel 1966 e lo inserirono nel loro secondo album More of the Monkees, mentre in seguito lo stesso Diamond, che lo aveva già inciso, scelse di includerlo nel suo LP Just for You del 1967. Il testo tradotto in italiano è di Mogol e Daniele Pace ed il titolo fu Sono bugiarda, preferito a Io ci credo che era stato inizialmente proposto. Il brano è presentato al Festivalbar 1967 e cantato anche nel film L'immensità (La ragazza del Paip's). Viene inserito nell'album dal titolo Diamoci del tu.
Una versione strumentale del brano è stata eseguita da Buddy Lucas per l'album Ore d'amore (Over and Over) (Vik, KLVP 222) con Living Strings, Living Voices, Living Guitars, Living Jazz e The Soul Finders.
Nel 1985 il Gruppo Italiano incide la cover per l'album Surf in Italy (Dischi Ricordi, RIK 76343), uscito anche in Grecia.
Nel 2011 è cantato nella scuola di Amici da Francesca Nicoli ed in seguito inserito nel suo EP di debutto.
Incubo n°4 è il brano presente nel retro del disco 45 giri; firmato da Franco Monaldi per la musica e da Gino Ingrosso per il testo, la canzone è stata scritta in realtà da Francesco Guccini, non ancora iscritto alla Siae.
Sia il lato A sia quello B furono inseriti nell'album Diamoci del tu, pubblicato ad aprile dello stesso anno.

## Classifiche
| Classifica (1967) | Posizione settimanale | Posizione annuale |
| ----------------- | --------------------- | ----------------- |
| Italia            | 7                     | 28                |